# Eldorado. Äventyret fortsätter...
Eldorado. Äventyret fortsätter... är ett musikalbum från 1987 med musik från Kjell Alinges radioprogram Eldorado. Skivnumret är Sonet SLP-2788.

## Låtlista
Sida A:
- Cornelis Vreeswijk: Sommarkort (En stund på jorden) (Text & musik: Peter R. Ericson)
- Anne-Lie Rydé: Stanna på is (Peter R. Ericson)
- Peter R. Ericson: Den katolska klockan (Peter R. Ericson)
- Micke Andersson: Flickan från Sundbyberg (Peter R. Ericson)
- Anne-Lie Rydé: Min älskling (Evert Taube)

Sida B:
- Monica Törnell: Jag kan se dig (Boys of Summer, musik: Don Henley & Mike Campbell, svensk text: Peter R. Ericson)
- Adolphson-Falk: Vårrapp (Tomas Adolphson & Anders Falk)
- Cornelis Vreeswijk: I mina kvarter (musik: Kim Larsen, text: Peter R. Ericson)
- Ola Magnell: Boxaren (The Boxer, musik: Paul Simon, text: Ola Magnell & Peter R. Ericson)
- Ernst-Hugo Järegård/Style: Dover–Calais (Tommy Ekman & Christer Sandelin)

## Listplaceringar
| Lista (1987) | Topplacering |
| ------------ | ------------ |
| Sverige      | 38           |

### Fotnoter
1. ↑  Listplacering, läst 29 december 2013